# Championnat des Samoa de football 2021
 (mai 2023).
Si vous disposez d'ouvrages ou d'articles de référence ou si vous connaissez des sites web de qualité traitant du thème abordé ici, merci de compléter l'article en donnant les références utiles à sa vérifiabilité et en les liant à la section « Notes et références ».
Navigation
Édition précédente Édition suivante
La saison 2021 du Championnat des Samoa de football est la 42e édition du championnat national, appelé la Samoa Premier League. La compétition regroupe les douze meilleures formations de l'archipel, qui s'affrontent à deux reprises, à domicile et à l'extérieur. A l'issue de la saison, les deux derniers du classement sont relégués et remplacés par les deux premiers de First Division, la seconde division samoane.
C'est Lupe o le Soaga, double tenant du titre, qui remporte à nouveau la compétition après avoir terminé en tête du classement, avec un seul point d'avance sur Vaipuna SC et onze sur Vaivase-Tai Football Club. C'est le septième titre de champion de l'histoire du club.

## Participants
- Kiwi Football Club
- Vaivase-Tai Football Club
- Lion of Judah FC - Promu de First Division
- Togafuafua SC
- Vaiusu FC
- Vaipuna SC
- Fa'atoia United FC
- Vaitele Uta SC
- Moata'a FC
- Sogi SC
- Lupe o le Soaga
- University of the South Pacific FC - Promu de First Division

## Compétition

### Classement final
Le classement est établi sur le barème de points classique (victoire à 3 points, match nul à 1, défaite à 0).
Le classement final de cette saison est :
| Rang | Équipe                              | Pts | J  | G  | N | P  | Bp  | Bc  | Diff |
| ---- | ----------------------------------- | --- | -- | -- | - | -- | --- | --- | ---- |
| 1    | Lupe o le SoagaT                    | 57  | 22 | 18 | 3 | 1  | 103 | 9   | +94  |
| 2    | Vaipuna SC                          | 56  | 22 | 18 | 2 | 2  | 116 | 15  | +101 |
| 3    | Vaivase-Tai Football Club           | 46  | 22 | 14 | 4 | 4  | 73  | 31  | +42  |
| 4    | Kiwi Football Club                  | 39  | 22 | 12 | 3 | 7  | 56  | 34  | +22  |
| 5    | University of the South Pacific FCP | 32  | 22 | 9  | 5 | 8  | 56  | 42  | +14  |
| 6    | Sogi SC                             | 32  | 22 | 10 | 2 | 10 | 60  | 47  | +13  |
| 7    | Vaitele Uta SC                      | 32  | 22 | 10 | 2 | 10 | 42  | 32  | +10  |
| 8    | Vaiusu FC                           | 28  | 22 | 7  | 7 | 8  | 40  | 37  | +3   |
| 9    | Lion of Judah FCP                   | 28  | 22 | 8  | 4 | 10 | 43  | 46  | -3   |
| 10   | Fa'atoia United FC                  | 19  | 22 | 6  | 1 | 15 | 50  | 85  | -35  |
| 11   | Togafuafua SC                       | 9   | 22 | 2  | 3 | 17 | 15  | 105 | -90  |
| 12   | Moata'a FC                          | 0   | 22 | 0  | 0 | 22 | 11  | 182 | -171 |

|  | Champion des Samoa 2021                                          |
|  | Relégation directe en First Division                             |
|  | Exclusion du championnat et relégation directe en First Division |
|  | T : Tenant du titre P : Promu de First Division                  |

- Moata'a FC est exclu du championnat après la 19e journée, à la suite de deux forfaits consécutifs. Les trois derniers matchs à disputer sont perdus sur tapis vert sur le score de 0-3.

## Bilan de la saison
| Championnat des Samoa de football 2021 |                            |
| Champion                               | Lupe o le Soaga (7e titre) |
| Qualifications continentales           |                            |
| Ligue des champions de l'OFC 2022      | Aucun                      |
| Promotions et relégations              |                            |
| Promus en Samoa Premier League         | Moaula United FC           |
| Promus en Samoa Premier League         | Lepea FC                   |
| Relégués en First Division             | Togafuafua SC              |
| Relégués en First Division             | Moata'a FC (exclu)         |